# Ugo Amaldi

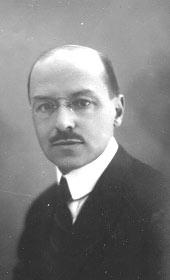
Ugo Amaldi

Ugo Amaldi (ur. 18 kwietnia 1875 w Weronie; zm. 11 listopada 1957 w Rzymie) – włoski matematyk zajmujący się przede wszystkim teorią grup. Ojciec Edoarda Amaldiego, fizyka.